# Радзивилл, Иоанна Катажина
Иоанна Катажина Радзивилл, в браке Вейхер, позже Лещинская (бел. Іаана Катажына Радзівіл, пол. Joanna Katarzyna Radziwiłł; 1637 — 1665) — дочь маршалка великого литовского Александра Людвика Радзивилла.

## Биография

### Происхождение
Дочь Александра Людвика Радзивила и его первой жены Теклы Анны из Воловичей. У нее было семь братьев и четыре сестры.

### Семья
Первым браком сочеталась в 1652 году с воеводой мальборкским, графом Якубом Вейхером (1609—1657), став его второй женой. В браке родилась единственная дочь.
С 1658 года она стала второй женой великого подскарбия коронного и подканцлера коронного графа Богуслава Лещинского (1614—1659). Брак был бездетным.
Иоанна считалась современниками красавицей. Её брат Михаил Казимир попытался устроить её брак с Яном Собесским, который приходился ему шурином. Ян был увлечён Марысенькой, которая, однако, была замужем. Катажина Собесская, понимая, что роман с замужней женщиной для её брата ничем хорошим не кончится так же способствовала этому браку. После смерти Иоанны практически сразу умирает и муж Марысеньки — Замойский, что породило нехорошие слухи о виновности в произошедшем Марысеньки.

## В искусстве
Сохранился портрет-медерит Иоанны Катажины Радзивилл, который сейчас хранится в Национальном музее в Варшаве.